# Сотников, Алексей Георгиевич
Алексей Георгиевич Сотников (3 октября 1904, Михайловская, Кубанская область — 18 февраля 1989, Москва) — советский скульптор-анималист, заслуженный художник РСФСР (1978), участник Великой Отечественной войны, один из наиболее значительных художников-керамистов XX века, автор эмблемы «Сокол» Дулёвского фарфорового завода, ученик В. Е. Татлина.

## Биография
Алексей Георгиевич Сотников родился 3 октября 1904 года в станице Михайловская Краснодарского края. С 1928 по 1931 год учился в Высшем художественно-техническом институте (ВХУТЕИН). С 1931 по 1934 год принимал участие в конструировании летательного аппарата «Летатлин» совместно с В. Е. Татлиным. С 1934 по 1968 годы работал штатным художником и скульптором на Дулёвском фарфоровом заводе. С 1937 года начал участвовать в выставках. В том же году был удостоен золотой медали на Всемирной выставке в Париже за фарфоровую работу «Ягнёнок». В 1940-е годы участвует в ВОВ в 95-м стрелковом полку, как военный художник. В 1958 в Бельгии получил Гра-при на Международной выставке в Брюсселе за работы «Сокол», «Курица» и фонтан «Рыбаки». В 1962 году его работа «Сокол» стала эмблемой, логотипом и клеймом Дулёвского фарфорового завода. 

А. Г. Сотников. Эмблема «Сокол» Дулёвского фарфорового завода (1962)

Первая персональная выставка скульптора состоялась в 1977 году. На Дулёвском фарфоровом заводе выполнялись его работы в плане декоративно-монументального искусства: вазы крупных размеров, фонтаны. Сотников был автором многочисленных форм декоративных и утилитарных изделий, анималистической и жанровой настольной скульптуры. Вместе с учителем В. Е. Татлиным Сотников реализовывал новую концепцию формообразования: от материала, и шире — от природы — к форме. Этот принцип много лет лежал в основе работы скульптора на Дулёвском фарфоровом заводе. В 1978 году Алексею Сотникову было присвоено звание Заслуженного художника РСФСР. Ушел из жизни 18 февраля 1989 года в Москве. Похоронен 23 февраля 1989 года на Митинском кладбище.
Работы А. Г. Сотникова представлены во многих музейных собраниях, таких как Государственная Третьяковская галерея, которая собирала монографическую коллекцию работ скульптура в 1980-х годах непосредственно в его мастерской, Государственный Русский музей, Государственный музей керамики «Усадьба Кусково», Сумский художественный музей (Украина), музеях Риги (Латвия), Великого Новгорода, Брянска и др.
В мае 2018 года наследница скульптора Алексея Сотникова подписала с Ассоциацией правообладателей по защите и управлению авторскими правами в сфере искусства УПРАВИС договор о передаче полномочий по управлению исключительными правами и договор по управлению правом следования.

### Выставки
- Всемирная выставка в Париже, Франция, 1937
- Выставка советской скульптуры в ГМИИ им. А. С. Пушкина, Москва, 1937
- Выставка в Нью-Йорке, США, 1939
- Выставка «Индустрия социализма», Москва, 1939
- Выставка «Зеленский и другие», Москва, 1944
- Всесоюзная выставка, Москва, 1954
- Международная выставка в Брюсселе, Бельгия, 1958
- Выставка «Малые формы», Москва, 1960
- Международная выставка в Праге, Чехия, 1962
- Выставка «Анималисты», Москва, 1962
- Выставка «Монументальное искусство», Москва, 1962
- Выставка на ДФЗ, Москва, 1963
- Выставка «Малые формы», Москва, 1966
- Групповая выставка в Москве, 1972
- Первая выставка «Московская керамика», Москва, 1974
- Персональная выставка в Москве, 1977
- Выставка «Малые формы», Москва, 1978
- Выставка «Анималисты», Москва, 1980
- Выставка МОСХа, Москва, 1982
- Выставка в Центральном доме художника, Москва, 1983
- Выставка «Анималисты», Москва, 1984
- Групповая выставка в Москве, ГТГ, 1985
- Групповая выставка в Москве, 1986
- Выставка «Анималисты», Москва, 1987
- Выставка «Анималисты», Москва, 1988
- Групповая выставка в Москве, 1992
- Выставка скульптуры А. Г. Сотникова «Фарфоровый зверинец», Биологический музей имени К. А. Тимирязева, Москва, 2014
- «Пластическое чудо. Фарфор А. Г. Сотникова», ГТГ, Москва, 2016

## Награды и звания
- «Ягнёнок» — Золотая медаль на Всемирной выставке в Париже, 1937
- «Сокол», «Курица», «Рыбаки» — Гран-при на Всемирной выставке в Брюсселе, 1958
- Заслуженный художник РСФСР, 1978